# Вајнсберг
Вајнсберг (њем. Weinsberg) град је у њемачкој савезној држави Баден-Виртемберг. Једно је од 46 општинских средишта округа Хајлброн. Према процјени из 2010. у граду је живјело 11.590 становника. Посједује регионалну шифру (AGS) 8125102, NUTS (DE118) и LOCODE (DE WSB) код.

## Географски и демографски подаци
Вајнсберг се налази у савезној држави Баден-Виртемберг у округу Хајлброн. Град се налази на надморској висини од 219 метара. Површина општине износи 22,2 km². У самом граду је, према процјени из 2010. године, живјело 11.590 становника. Просјечна густина становништва износи 522 становника/km².

## Међународна сарадња
| Мјесто    | Држава    | Врста сарадње | Од    |
| --------- | --------- | ------------- | ----- |
| Костиљоле | Италија   | партнерство   | 2000. |
| Карињан   | Француска | партнерство   | 1995. |
| Извор     |           |               |       |